# Matthew Weiner
Matthew Weiner (Baltimora, 29 giugno 1965) è uno sceneggiatore, regista, produttore televisivo e scrittore statunitense.
È il creatore e produttore della serie TV Mad Men della rete AMC ed è uno degli autori e produttori della serie TV I Soprano della HBO.

## Filmografia

### Sceneggiatore

#### Serie televisive
- The Naked Truth (1997-1998)
- Becker (1999-2002)
- Baby Blues (2002)
- La famiglia Pellet (2002)
- I Soprano (2004-2007)
- Mad Men (2007-2015) - anche ideatore
- The Romanoffs (2018-oggi) - anche ideatore

#### Lungometraggi
- Are You Here (2013) - anche regista

## Opere
- Heather, più di tutto (Heather, the Totality), Torino, Einaudi, 2017 ISBN 9788858427330